# Helene von Breuning

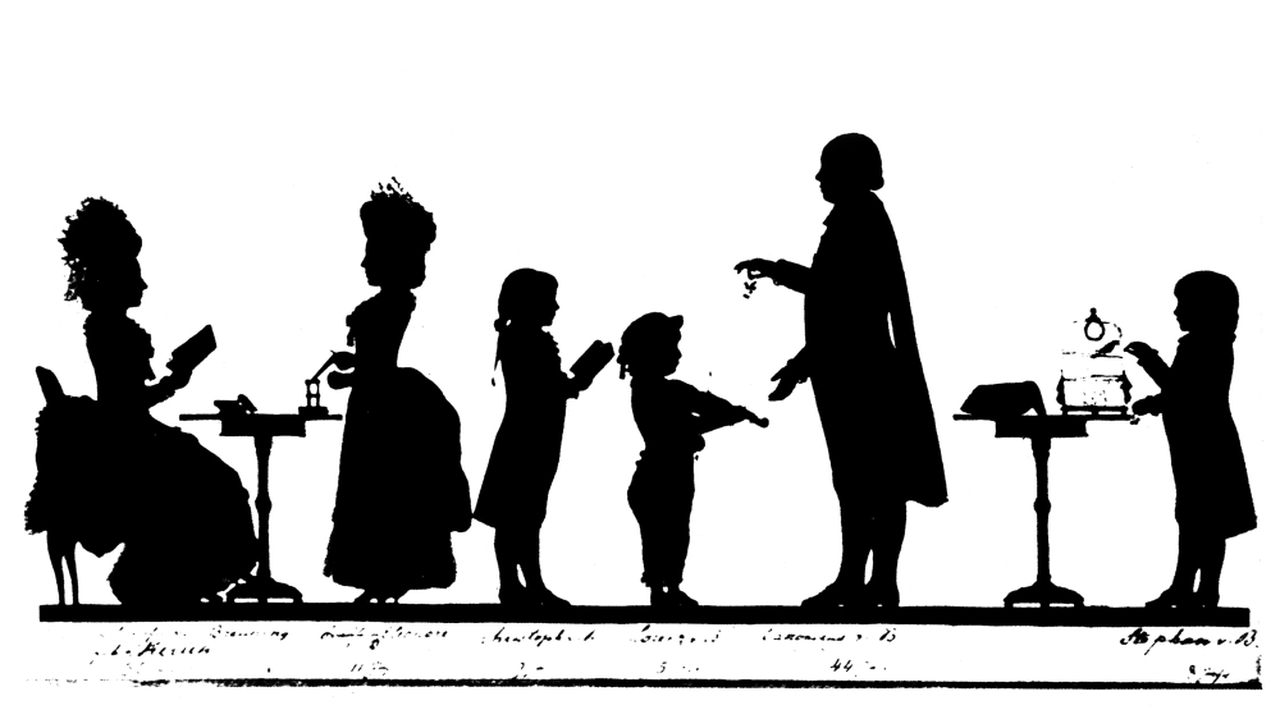
Helene von Breuning cu copiii Eleonore, Christoph și Lorenz, fratele ei Abraham și fiul Stephan

Helene Genoveva von Breuning (n. 3 ianuarie 1750, Köln, Sfântul Imperiu Roman – d. 9 decembrie 1838) a făcut parte din elita societății din Bonn, fiind cea care l-a introdus pe viitorul compozitor Ludwig van Beethoven în cercul nobilimii și care i-a oferit accesul la educație. Datorită legăturii strânse pe care a avut-o cu Ludwig, a fost denumită ulterior „a doua mamă” a compozitorului, ea influențându-i pozitiv cariera timpurie.

## Viața

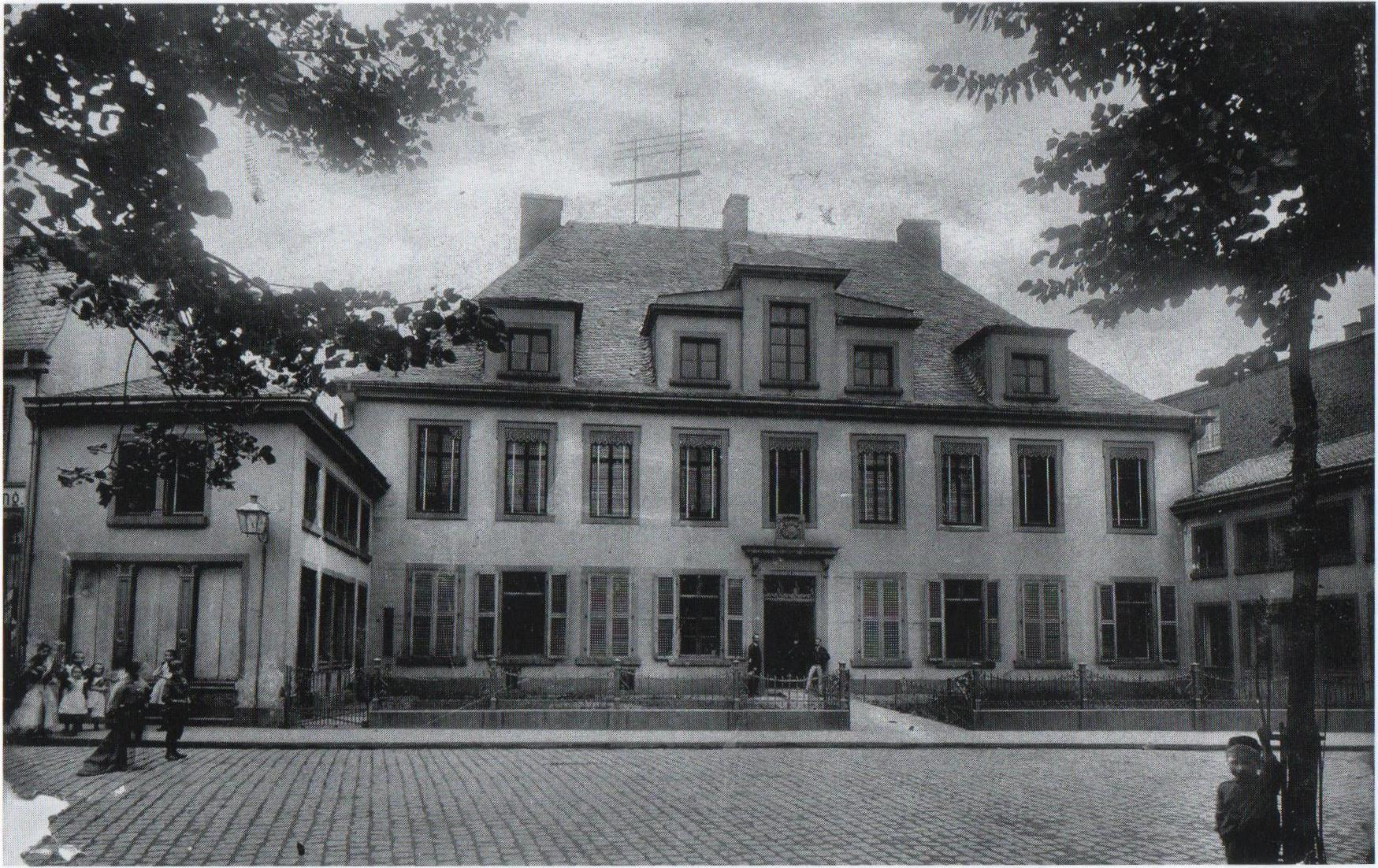
Fosta casă a familiei Breuning din Münsterplatz în Bonn, fotografie făcută în jurul anului 1890

Helene von Breuning, născută von Kerich, era fiica lui Stephan von Kerich (n. 1711 - d. 3 iulie 1782 la Bonn), care a fost consilier privat și medic personal al ultimului prinț elector din Köln, Max Franz . Fratele ei Abraham a fost canonic și conducător al școlii ecleziastice a mânăstirii arhidiaconale din Bonn. Helene s-a căsătorit în 1770 cu consilierul prințului elector, Emanuel Joseph von Breuning (n. 11 octombrie 1741 la Mergentheim - d. 15 ianuarie 1777 la Bonn), care a murit încercând să salveze de la incendiu documentele arhivei castelului princiar din Bonn. Împreună cu cei patru copii ai săi (Christoph, Eleonore, Stephan și Lorenz) văduva a locuit la Bonn până în 1815, iar mai târziu la Kerpen și Bad Neuenahr (Beul). Din 1785 casa ei aflată în Münsterplatz din Bonn a reprezentat un refugiu pentru tânărul Ludwig van Beethoven, pe atunci în vârstă de 15 ani, care se confrunta cu mari dificultăți familiale. Ludwig a fost profesor de pian pentru Eleonore și Lorenz, copiii Helenei, care erau cu doi și, respectiv cu șapte ani, mai tineri decât el. Ludwig se afla foarte des în casa familiei von Breuning unde rămânea ocazional și peste noapte, având acolo o cameră ce îi era rezervată. 
Helene von Breuning fiind impresionată de talentul și seriozitatea tânărului Ludwig, l-a încurajat să dea lecții de pian pentru a câștiga banii necesari familiei lui și l-a recomandat în acest scop familiilor din înalta societate. De asemenea, ea a fost una dintre persoanele care l-au susținut pe Ludwig pentru a-și continua studiile în perioada în care acesta a trăit la Bonn.
Eleonore von Breuning, fiica Helenei, a fost prima dragoste a lui Beethoven, însă ea s-a căsătorit în 1802 cu Franz Gerhard Wegeler, cel care îl prezentase pe Ludwig familiei Breuning și care a rămas prietenul acestuia de-a lungul întregii vieți. 
Stephan von Breuning, cu patru ani mai mic decât Beethoven, a fost de asemenea bun prieten al compozitorului întreaga viață. Potrivit mărturiei lui Wegeler, Beethoven și-a însușit bunele maniere sofisticate în casa familiei Breuning unde a intrat pentru prima dată în contact strâns cu literatura și poezia.